# 米勒 (密蘇里州)
米勒（英語：Miller）是位於美國密蘇里州勞倫斯縣的城市。

## 人口
根據2020年美國人口普查的數據，米勒的面積為1.99平方千米，皆為陸地。當地共有人口704人，而人口密度為每平方千米354人。